# Cotyledon cuneata
Cotyledon cuneata ist eine Pflanzenart der Gattung Cotyledon in der Familie der Dickblattgewächse (Crassulaceae). Das Artepitheton cuneata stammt aus dem Lateinischen, bedeutet ‚keilförmig‘ und verweist auf die Form der Blätter.

## Beschreibung
Cotyledon cuneata bildet niederliegende bis aufrechte, kurze Sträucher und erreicht eine Höhe von bis zu 30 Zentimetern (ohne Blütenstand). Die Triebe sind niederliegend bis aufsteigend ausgebildet. Die variablen  Laubblätter sind glauk bis kahl und selten klebrig. Die verkehrt eiförmige bis verkehrt lanzettliche Blattspreite wird 6 bis 17 Zentimeter lang und 2,5 bis 10 Zentimeter breit. Der Blattrand ist rötlich gefärbt, die Blattbasis ist keilförmig und kurz gestielt. Zur Spitze hin sind die Blätter dornspitzig. 
Der aufrechte und klebrige Blütenstand wird 20 bis 80 Zentimeter hoch und besteht ist aus 3 bis 5 Dichasien. Der Blütenstandstiel hat an der Basis einen Durchmesser von 12 Millimeter. Der Blütenstiel wird 12 Millimeter lang und erreicht 2 Millimeter im Durchmesser. Die Kelchblätter sind 5 Millimeter lang. Die zylindrisch bis urnenförmige Röhre 6 bis 10 Millimeter lang und erreicht 10 bis 11 Millimeter im  Durchmesser. Die klebrige Blütenkrone ist gelb gefärbt. Die ausgebreiteten Kronzipfel sind bis 18 Millimeter lang. Die Staubblätter ragen bis 10 bis 12 Millimeter heraus. Die quer länglichen Nektarschüppchen sind gelblich gefärbt und werden 1,5 × 2 Millimeter groß.

## Verbreitung und Systematik
Cotyledon cuneata ist in den südafrikanischen Provinzen Nordkap und Westkap in der Sukkulenten und Nama-Karoo verbreitet.
Die Erstbeschreibung durch Carl Peter Thunberg wurde 1794 veröffentlicht.
Synonyme sind Adromischus cuneatus (Thunb.) Lem. (1852) und Cotyledon pillansii Schönland (1907).

## Nachweise